# Chamsin
Chamsin (arabsky خمسين‎, chamsín, doslova padesát, hebrejsky: חמסין‎) je typ horkého a suchého větru, který vane ve východním Středomoří.

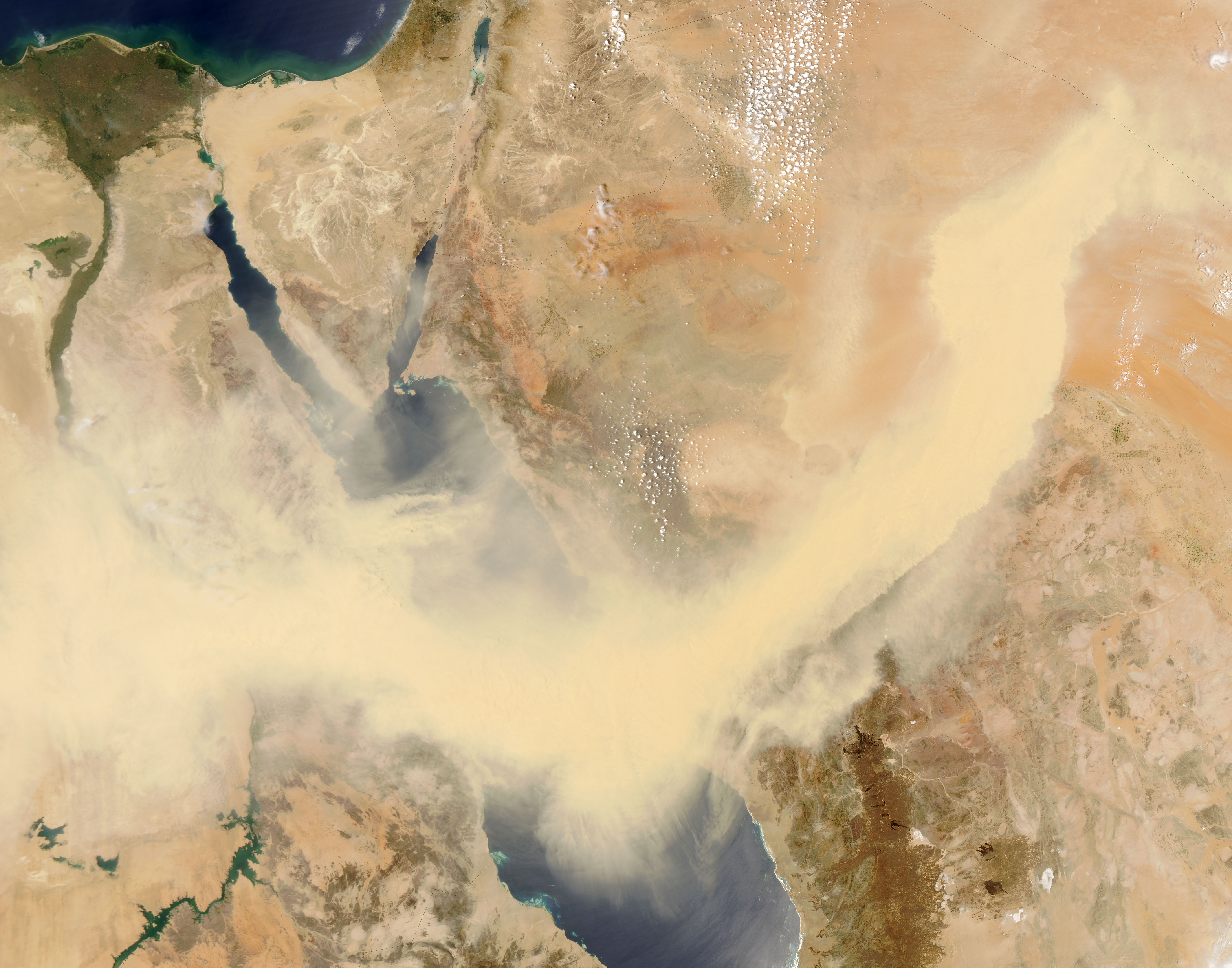
Bouře nad Rudým mořem v květnu 2005

Vyskytuje se v severní Africe, východním Středomoří a na Arabském poloostrově na konci zimního období a počátkem léta, nejčastěji mezi dubnem a červnem. Jeho protějškem je vítr široko. Chamsin vane v Egyptě od jihu a jihozápadu, ze Saharské pouště, v Izraeli v Negevské poušti vane od východu, z pouští Arabského poloostrova. Výraz chamsin bývá také používán pro popis silného jižního a jihozápadního větru, který vane nad Rudým mořem. Podobně jako v případě větru široko je výskyt chamsinu většinou spojen s nástupem tlakových níží, které postupují k východu a severovýchodu. Jméno je odvozeno od arabského slova padesát, což odkazuje na trvání období, kdy se nejčastěji vyskytuje. Vzácněji se může vyskytnout i v zimě, kdy má pak charakter studeného a prašného větru.
V tomto období jsou často měřeny teplotní rekordy, kdy teplota vzduchu může ojediněle vystoupit až k 47 °C i v oblastech, kde tomu za normálních okolností není. Například letoviska u rudého moře jako Hurghada či Marsa Alam.